# ای‌ان/ای‌دابلیوجی-۹

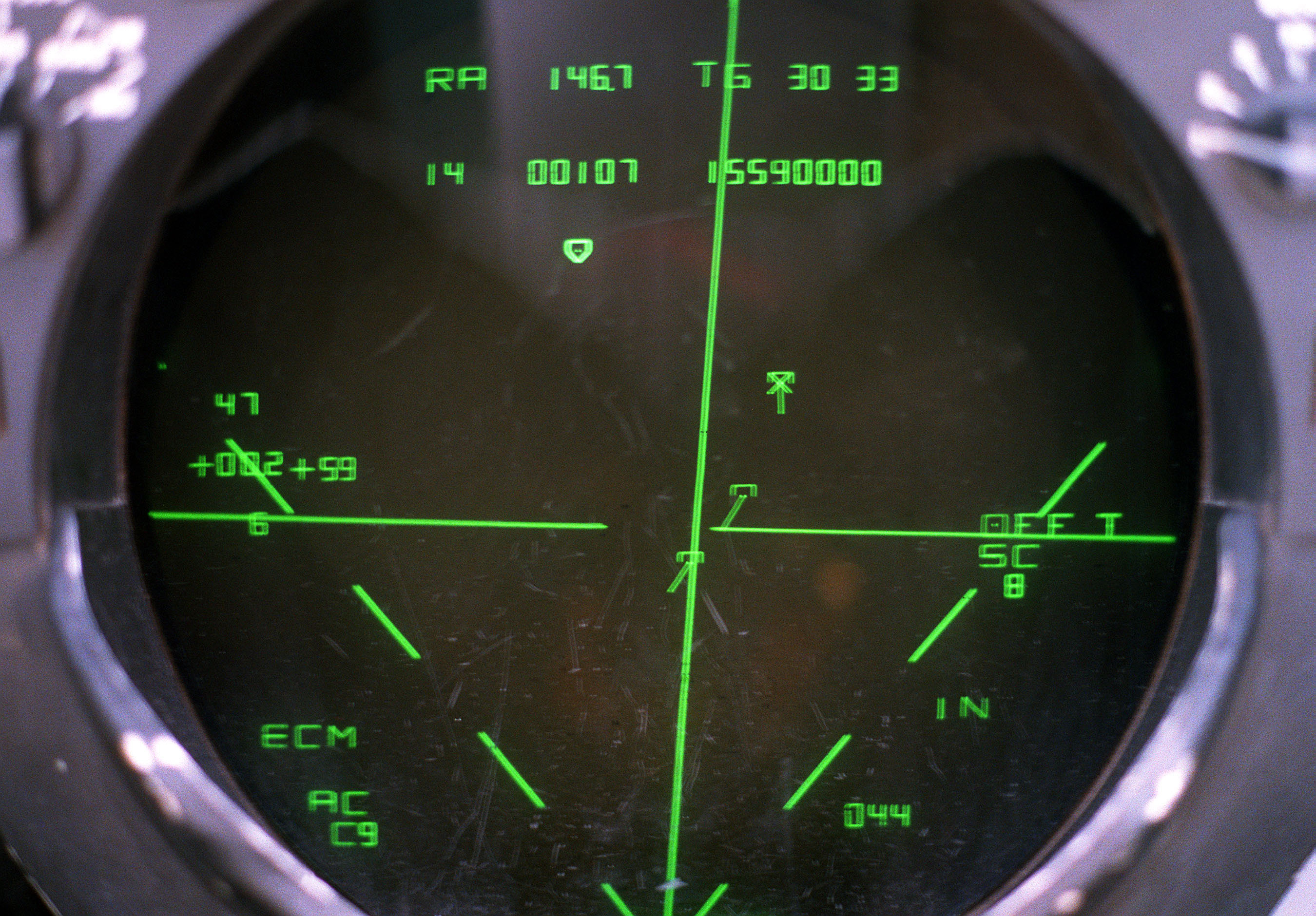
نمایش تاکتیکی اطلاعات (تی‌آی‌دی) رادار در صندلی عقب اف-۱۴ ای

ای‌ان/ای‌دابلیوجی-۹(به انگلیسی: AN/AWG-9) و ای‌ان/ای‌پی‌جی-۷۱ (به انگلیسی: AN/APG-71) رادارهای طراحی و ساخته شده توسط شرکت هواپیماسازی هیوز برای هواپیماهای اف-۱۴ تام‌کت هستند که در حالت چندکاره رادار دوپلر پالس باند ایکس عمل می‌کنند و قابلیت عملکرد در همه شرایط آب و هوایی را دارند. این سامانه، سامانه بسیار دوربردی است که توانایی هدایت همزمان چند موشک ایم-۵۴ فینیکس یا ایم-۱۲۰ آمرام را در وضعیت تی‌دبلیو‌اس یا درحالیکه هدف خود را نیز تعقیب می‌کند دارد.

رادارای‌دبلیو‌جی۹ در ابتدا برای پروژه ناموفق اف-۱۱۱بی نیروی دریایی گسترش یافت. سپس با ارتقای دیجیتالی به مدل ای‌ان/ای‌پی‌جی۷۱ در هواپیماهای اف چهارده مدل ای استفاده شد. 